# Kurt Geysen
Kurt Geysen, né le 26 mai 1979 à Mol, est un coureur cycliste belge.

## Palmarès
- 1997
  - 2e du championnat de Belgique du contre-la-montre juniors
- 1999
  - 3e du championnat de Belgique du contre-la-montre espoirs
- 2010
  - Champion de la province d'Anvers du contre-la-montre
  - 2e du championnat de Belgique élites sans contrat
- 2011
  - Champion de la province d'Anvers sur route[1]
- 2012
  - 3e étape du Tour du Brabant flamand (contre-la-montre)
  - 3e du Mémorial Danny Jonckheere
- 2014
  - Champion de la province d'Anvers du contre-la-montre
  - 2e du championnat de Belgique du contre-la-montre élites sans contrat
- 2015
  - 3e du championnat de Belgique du contre-la-montre élites sans contrat
- 2017
  - Championnat du Brabant flamand du contre-la-montre
- 2019
  -  Champion de Belgique du contre-la-montre élites sans contrat